# Martin Lundberg
Martin Lundberg (* 7. Juni 1990 in Skellefteå) ist ein schwedischer Eishockeyspieler, der seit der Saison 2017/18 bei Växjö Lakers Hockey in der Svenska Hockeyligan unter Vertrag steht.

## Karriere
Martin Lundberg begann seine Karriere als Eishockeyspieler in seiner Heimatstadt in der Nachwuchsabteilung von Skellefteå AIK, für dessen Profimannschaft er in der Saison 2007/08 sein Debüt in der Elitserien, der höchsten schwedischen Spielklasse, gab. In seinem Rookiejahr bereitete er in elf Spielen ein Tor vor. In der Folgezeit wurde der Center Stammspieler bei Skellefteå AIK, mit dem er in der Saison 2010/11 Vizemeister wurde. Zudem wurde er im KHL Junior Draft 2010 in der zweiten Runde als insgesamt 45. Spieler vom SKA Sankt Petersburg ausgewählt.
Nach der Saison 2015/16 und über 500 Spielen für Skellefteå AIK entschloss sich Lundberg zu einem Wechsel nach Nordamerika und unterzeichnete einen Einjahresvertrag bei den Chicago Blackhawks aus der National Hockey League, dort konnte er sich jedoch nicht durchsetzen und verbrachte die ganze Saison im Farmteam der Hawks, den Rockford IceHogs, in der American Hockey League. Nach nur einer Saison wechselte er zurück nach Schweden zu Växjö Lakers Hockey.

### International
Für Schweden nahm Lundberg an der U18-Junioren-Weltmeisterschaft 2008 und der U20-Junioren-Weltmeisterschaft 2010 teil. Bei der U20-WM 2010 gewann er mit seiner Mannschaft die Bronzemedaille. Im Senioren-Bereich debütierte er bei der Weltmeisterschaft 2016 und erreichte dort mit dem Team den sechsten Platz.

## Erfolge und Auszeichnungen
- 2011 Schwedischer Vizemeister mit Skellefteå AIK
- 2013 Schwedischer Meister mit Skellefteå AIK
- 2014 Schwedischer Meister mit Skellefteå AIK
- 2018 Schwedischer Meister mit Växjö Lakers Hockey

### International
- 2010 Bronzemedaille bei der U20-Junioren-Weltmeisterschaft

## SHL-Statistik
Stand: Ende der Saison 2015/16